# 四数苣苔属
四数苣苔属（学名：Bournea）是苦苣苔科下的一个属，为无茎草本植物。该属仅有四数苣苦（Bournea sinensis）一种，分布于中国广东。